# ファイルーズ

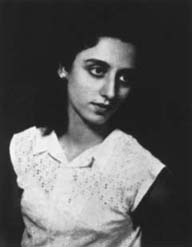
ファイルーズ（1947年）

ファイルーズ（アラビア語: فيروز, ラテン文字転写：Fayrūz ないしは Fairūz、英字表記例： Fairuz，Fairouz，Fayrouz、1935年11月21日 - ）は、レバノン出身の歌手。
ベルベットボイスとも例えられる独特の美しい歌声で、一世代前の大歌手ウンム・クルスームらとともに、アラブ内外で最も知られ愛されている歌手である。
「ファイルーズ」とはアラビア語で「トルコ石、ターコイズ」の意。なお、正則アラビア語である現代標準アラビア語では「ファイルーズ」という読み方をするが、口語では一般的に二重母音アイがエイやエーに転じるため、「フェイルーズ」「フェールーズ」と発音されることもしばしばである。

## 生い立ち
本名はヌハード・ワディーウ・ハッダード（نهاد وديع حداد, Nuhād Wadīʿ Ḥaddād, 口語アラビア語発音：ヌハード・ワディーア・ハッダード）1935年、レバノンのジャバル・アル＝アルズ（杉の山）と呼ばれる地域で印刷屋の家に誕生した。両親はシリア正教会の信者で、下にユースフ、フダー、アマルという名前の3人の弟妹がいる。なお、妹のフダー (هدى, Hudā）も1970年代に芸能活動を行っていたことがある。
10歳のころには学校中で美声の持ち主であることが知られており、学園祭などで歌っていたという。その姿がレバノン国立音楽学校の教授ムハンマド･フレイフェル(محمد فليفل, 英字表記：Mohammad Fleifel）の目にとまり、学費免除などの援助を受けて1950年に音楽学校に入学した。フレイフェルにはクルアーン朗誦や声楽の基礎知識などを教えられた。

## 歌手活動
1949年からベイルートのニア・イースト・ラジオで国民歌謡歌手として歌手活動を始める。1953年に、このラジオ局の職員であり、秀逸な音楽家でもあったハリーム･アッ＝ルーミー（حليم الرومي, 転写：Ḥalīm al-Rūmī、英字表記：Halim Roumi, 同じくレバノン人の女性歌手マージダ・エル・ルーミー（ماجدة الرومي, 転写：Mājida al-Rūmī, マージダ・アッ＝ルーミー）の父）はヌハードの歌声を聴いて感動して彼女に曲を提供し、「ファイルーズ」という芸名を付けた。
また、1951年からラジオ局の音楽プロデューサーだったアースィー・アッ＝ラフバーニー (عاصي الرحباني, 転写：ʿĀṣī al-Raḥbānī、英字表記：Assi Rahbani) がファイルーズのために作詞・作曲を手がけていたが、1953年から弟のマンスール・アッ＝ラフバーニー (منصور الرحباني, 転写：Manṣūr al-Raḥbānī、英字表記：Mansour Rahbani) とともに本格的に曲を提供することになり、オリジナルデビュー曲「Ghrub」を発表する。これによって人気は高まり、翌年「يابا لا لا (Yaba Lala)」がヒットした結果、アラブ世界で知名度が広がった。
その後はアーシーと結婚してラフバーニー兄弟とともに多くの曲を発表したほか、映画やオペレッタなどで活躍する。1979年にアースィーと離婚した後は息子のズィヤード（زياد, Ziyād）やレバノン人詩人・作家ジョゼフ・ハルブ（جوزيف حرب, 転写：Jōzēf Ḥarb、英字表記：Joseph Harb）などと多彩な作詞・作曲家の曲を歌い、それまでよりアラブ色の強い傾向を打ち出して行く。1980年以降は息子とともにコンサート活動に専念し、1987から1988年にかけてはロンドンやパリで公演を行い、成功を収めた。